# 锡朱南鳅
锡朱南鰍（學名：Schistura sijuensis）為輻鰭魚綱鯉形目條鰍科南鰍屬的其中一種。被IUCN列為瀕危保育類動物，分布於亞洲印度梅加拉亞邦Siju Cave和Garo丘陵洞穴淡水流域，體長可達5.1公分，棲息在洞穴底層水域，生活習性不明。

## 扩展阅读
維基物種上的相關：锡朱南鰍